# Hohensalach
Hohensalach ist eine Wüstung im Ostalbkreis in Baden-Württemberg.

## Name
Salach bezeichnet in der Regel eine Stelle, die mit Sal-Weiden bewachsen ist.

## Lage
Die Lage des Ortes ist nicht sicher nachweisbar. Das Onlineportal LEO-BW nennt die Gemarkung Waldhausen als Lage, jedoch ist es wahrscheinlicher, dass der Ort im Bereich der Flur Salach auf der Gemarkung Elchingen lag. Diese Flur liegt nur etwa 300 Meter von der Waldhäuser Gemarkungsgrenze entfernt, unweit befindet sich Beuren. Im Bereich der Flur Salach existieren auch die Flurnamen Hinter dem Salach, Salachfeld und (auf der Katasterkarte von 1830) Salachwald.

## Geschichte
Im Jahr 1391 verkaufte der Bopfinger Bürger Raban Holzmann einen Hof in Beuren mit einem kleinen Gut namens Salach an einen Waldhäuser Pfarrer. Hohensalach wird im Jahr 1470 erwähnt, als das Kloster Neresheim unter anderem den Zehenten des Ortes an die Deutschordenskommende Kapfenburg vertauscht.